# Trường Cao đẳng Than – Khoáng sản Việt Nam
Trường Cao đẳng Than – Khoáng sản Việt Nam là một trường cao đẳng công lập, một đơn vị sự nghiệp có thu, hạch toán độc lập, trực thuộc Tập đoàn Công nghiệp Than - Khoáng sản Việt Nam, chịu sự chỉ đạo về ngành dọc của Tổng cục Dạy nghề, Bộ Lao động – Thương binh và Xã hội.

## Lịch sử
Ngày 9/10/2014, Bộ trưởng Bộ Lao động – Thương binh và Xã hội ra Quyết định số 1304/QĐ-BLĐ-TB&XH về việc thành lập Trường Cao đẳng nghề Than – Khoáng sản Việt Nam trên cở sở sáp nhập 3 trường thuộc Tập đoàn Công nghiệp Than – Khoáng sản Việt Nam là Trường Cao đẳng nghề mỏ Hồng Cẩm - Vinacomin, Trường Cao đẳng nghề mỏ Hữu Nghị - Vinacomin và Trường Cao đẳng nghề Công nghiệp Việt Bắc - Vinacomin. Trong đó:
- Trường Cao đẳng nghề mỏ Hồng Cẩm - Vinacomin tiền thân là Trường đào tạo lái xe mỏ được thành lập từ năm 1960 với nhiệm vụ đào tạo công nhân lái xe ô tô cho ngành mỏ. Qua các giai đoạn thay đổi tổ chức và nhiệm vụ đào tạo, đến năm 2000 Trường đào tạo nghề mỏ Hồng Cẩm được thành lập trên cơ sở sáp nhập Trường đào tạo nghề mỏ và Trường đào tạo nghề mỏ Hòn Gai, và đến năm 2006 Trường được nâng cấp thành Trường cao đẳng nghề mỏ Hồng Cẩm trực thuộc Tập đoàn Công nghiệp Than – Khoáng sản Việt Nam.
- Trường Cao đẳng nghề mỏ Hữu Nghị - Vinacomin tiền thân là Trường công nhân kỹ thuật mỏ được thành lập năm 1976 thuộc Bộ Điện – Than (cũ). Đến năm 1996 Trường chuyển về trực thuộc Tổng công ty Than VN (cũ). Trải qua quá trình hoạt động và sau nhiều lần đổi tên, đến năm 2007 Trường được nâng cấp và trở thành Trường cao đẳng nghề mỏ Hữu Nghị trực thuộc Tập đoàn Công nghiệp Than – Khoáng sản Việt Nam.
- Trường Cao đẳng nghề  công nghiệp Việt Bắc tiền thân là Trường công nhân kỹ thuật mỏ được thành lập năm 1975 thuộc Mỏ than Bắc Thái, năm 1991 Trường đổi tên thành Trường đào tạo nghề mỏ và xây dựng thuộc Công ty than III (nay là Tổng công ty Công nghiệp mỏ Việt Bắc - Vinacomin). Trải qua quá trình hoạt động và thay đổi tổ chức, từ năm 2007 Trường được đổi tên và nâng cấp thành Trường cao đẳng nghề Công nghiệp Việt Bắc trực thuộc Tập đoàn Công nghiệp Than – Khoáng sản Việt Nam.

Thực hiện Quyết định số 511/QĐ-BLĐTBXH ngày 05/4/2017 của Bộ trưởng Bộ Lao động – Thương binh và Xã hội, Trường Cao đẳng nghề Than – Khoáng sản Việt Nam đổi tên thành Trường Cao đẳng Than – Khoáng sản Việt Nam.
Trường Cao đẳng Than – Khoáng sản Việt Nam lấy mốc ngày thành lập Trường đào tạo lái xe mỏ - Công ty than Hòn Gai trước kia 20 tháng 11 năm 1960 làm Ngày truyền thống Nhà trường.

## Các đơn vị trực thuộc
- Phân hiệu đào tạo Hữu Nghị: Trụ sở: TP. Uông Bí - Tỉnh Quảng Ninh
- Phân hiệu đào tạo Việt Bắc:
 Trụ sở số 1: Phường Quang Vinh - TP. Thái Nguyên - Tỉnh Thái Nguyên
Trụ sở số 2: Xã Sơn Cẩm - TP. Thái Nguyên - Tỉnh Thái Nguyên
- Phân hiệu đào tạo Móng Cái: Trụ sở: Tổ 3 - Khu 6 - Phường Hải Yên - TP Móng Cái - Tỉnh Quảng Ninh
- Phân hiệu đào tạo Hoành Bồ: Trụ sở: Khu 2 Trới - P. Hoành Bồ - TP. Hạ Long - Tỉnh Quảng Ninh
- Phân hiệu đào tạo Cẩm Phả: Trụ sở: Số 156 - Đường Đặng Châu Tuệ - Khu 7B - Phường Quang Hanh - TP Cẩm Phả - Tỉnh Quảng Ninh
- Trung tâm hợp tác đào tạo Hồng Cẩm: Trụ sở số 1: Cẩm Tây - Cẩm Phả - Quảng Ninh; Trụ sở số 2: Tổ 1 - Khu 5 - P. Hà Lầm - TP Hạ Long - Quảng Ninh
- Trung tâm đào tạo và sát hạch lái xe: Địa chỉ: Phường Quang Hanh - TP.Cẩm Phả - Tỉnh Quảng Ninh
- Trung tâm sát hạch lái xe Thái Nguyên: Địa chỉ:
 Trụ sở số 1: Phường Quang Vinh - TP. Thái Nguyên - Tỉnh Thái Nguyên
Trụ sở số 2: Xã Sơn Cẩm - TP. Thái Nguyên - Tỉnh Thái Nguyên
- Trung tâm huấn luyện an toàn lao động và đánh giá kỹ năng nghề quốc gia TKV: Địa chỉ: Km 11 - Phường Quang Hanh - TP Cẩm Phả - Tỉnh Quảng Ninh
- Trung tâm tuyển sinh và giới thiệu việc làm: Trụ sở: Số 8 - Chu Văn An - P.Hồng Hải - TP Hạ Long - Tỉnh Quảng Ninh
- Trung tâm thực nghiệm và sản xuất: Trụ sở: Số 8 - Chu Văn An - P.Hồng Hải - TP Hạ Long - Tỉnh Quảng Ninh
- Trạm Y tế: Trụ sở: Số 8 - Chu Văn An - P.Hồng Hải - TPHạ Long - Tỉnh Quảng Ninh[7]

## Thành tích
Thành tích nhà trường đạt được qua các thời kỳ:
- Huân chương lao động hạng Ba (năm 1985);
- Huân chương lao động hạng Nhì (Năm 1990);
- Huân chương lao động hạng Nhất (Năm 1995);
- Huân chương độc lập hạng Ba (Năm 2005);
- Cờ thi đua của Thủ tướng Chính phủ (Năm 2005 – 2006);
- Cờ thi đua của Thủ tướng Chính phủ (Năm 2008 – 2009);
- Huân chương độc lập hạng Ba (Năm 2000);
- Huân chương độc lập hạng Nhì (Năm 2005);
- Huân chương độc lập hạng Nhất (Năm 2010);
- Cờ thi đua của Thủ tướng Chính phủ (Năm 2014 – 2015);
- Bằng khen của Thủ tướng Chính phủ tại Diễn đàn quốc gia “Nâng tầm kỹ năng lao động Việt Nam” (2019)[9]
- Huân chương độc lập hạng Nhất (2020)[10]

Nhiều năm liền được Chính phủ và các Bộ, ngành: Bộ Công nghiệp, Bộ Lao động – Thương binh và Xã hội, Tập đoàn Công nghiệp Than – Khoáng sản Việt Nam, UBND Tỉnh Quảng Ninh tặng nhiều bằng khen và giấy khen, cờ thưởng và các danh hiệu khác.